# Khalida Toumi
Khalida Toumi (in arabo خليدة تومي‎?, già Khalida Messaoudi (in arabo خليدة مسعودي‎?); Aïn Bessem, 13 marzo 1958) è una politica e insegnante algerina, Ministro della Comunicazione e della Cultura dal 2002 al 2014. È anche una attivista femminista. 
Nel 2019, nell'ambito dell'Hirak, è stata posta in custodia cautelare e poi condannata a 6 anni di carcere nell'aprile 2022, pena ridotta a quattro anni nel luglio 2022, poi a due anni e mezzo nel gennaio 2023.

## Biografia
Khalida Messaoudi è nata il 13 marzo 1958 ad Aïn Bessem in una famiglia di origine cabila.. Dopo gli studi primari, ha seguito gli studi intermedi presso il CEG Aïn Bessem all'inizio degli anni '70. Ha una laurea in matematica e si è laureata all'École Normale Supérieure di Algeri.

### Carriera accademica
È stata insegnante di matematica in tre licei di Algeri fino al 1993.

### Attivismo
Mentre era studentessa, nel 1980, è stata membro dell'Organizzazione socialista dei lavoratori (OST), che sarebbe poi diventata il Partito dei lavoratori. Nell'ambito di questo partito clandestino, ha partecipato alla sua Commissione delle donne. L'ha guidata attraverso la lotta sindacale, con azioni per "l'accesso delle lavoratrici" a diritti simili a quelli degli uomini. Alcuni dei suoi membri si troveranno a fare campagna a fianco del "Collettivo Indipendente delle Donne", istituito pubblicamente nel 1980 presso l'Università di Algeri contro le bozze preliminari del codice di famiglia che sarà promulgato nel 1984, contro il divieto di lasciare il territorio delle donne non accompagnate da un genitore e per le libertà democratiche, culturali e linguistiche.
Come membro della Commissione delle donne dell'OST, Khalida Messaoudi Toumi ha partecipato nel 1985 al cambiamento del nome di questa commissione in "Associazione per l'uguaglianza davanti alla legge tra donne e uomini" (che rimane una dichiarazione di intenti, libertà di associazione, e quindi la dichiarazione in quanto tale non sarà legale in Algeria fino al 1989).
Dopo la legalizzazione nel 1989 dell'Associazione per l'uguaglianza davanti alla legge (APEL), a seguito di lotte di potere tra la presidente, Louisa Hanoune, e Khalida Messaoudi Toumi, si è verificata una scissione che ha portato nel 1990 alla creazione di una nuova struttura: l' "Independent Association for the Triumph of Women's Rights", di cui Khalida Messaoudi Toumi è diventata presidente prima di unirsi al "Rally for Culture and Democracy" di Said Sadi.
Sempre come membro dell'OST, insieme a Mustapha ben Mohamed, futuro presidente del PT (Partito dei Lavoratori, ex-OST), Khalida Messaoudi Toumi ha partecipato al movimento che divenne noto nel 1990 con il nome di "Lega Algerina per la Difesa dei diritti umani", presieduto dall'avvocato Omar Menouar, amico intimo di Louisa Hanoune.
Nel 1992 Khalida Toumi si batte contro la creazione di uno Stato islamico algerino, grazie alla creazione della sezione femminile del "Comitato nazionale per la salvaguardia dell'Algeria". Nello stesso anno entra a far parte del Consiglio Consultivo Nazionale. Le sue posizioni femministe le sono valse minacce di morte da parte del Gruppo Islamico Armato (GIA).

### Carriera politica

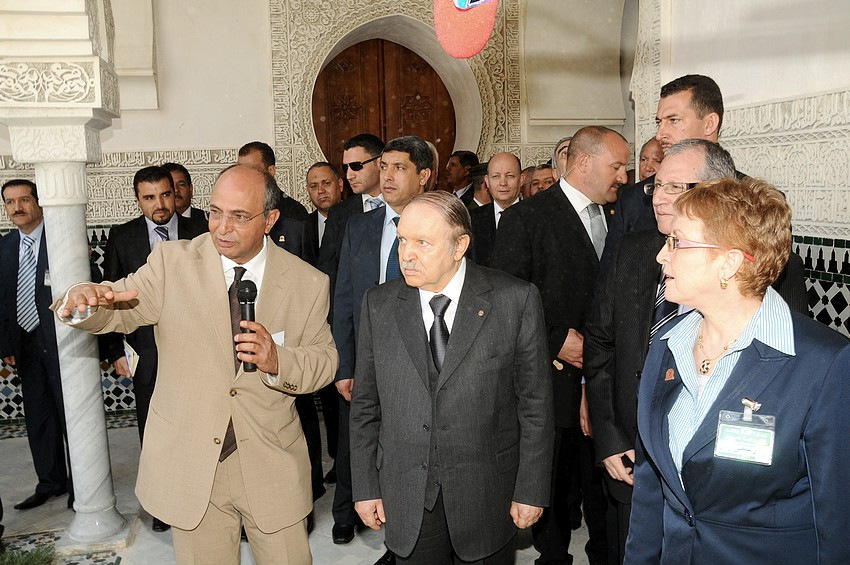
Khalida Toumi con il presidente Bouteflika a Tlemcen

Khalida Toumi partecipa alla creazione del “Movimento per la Repubblica” (MPR). Eletta deputata del "Raduno per la Cultura e la Democrazia" nel 1997,, ne è la vicepresidente, con delega alle questioni femminili. Nel 2000 è diventata leader parlamentare del partito. Si è dimessa da questo incarico nel 2001. È stata espulsa dal RCD lo stesso anno, per un disaccordo sulla linea di condotta del partito.

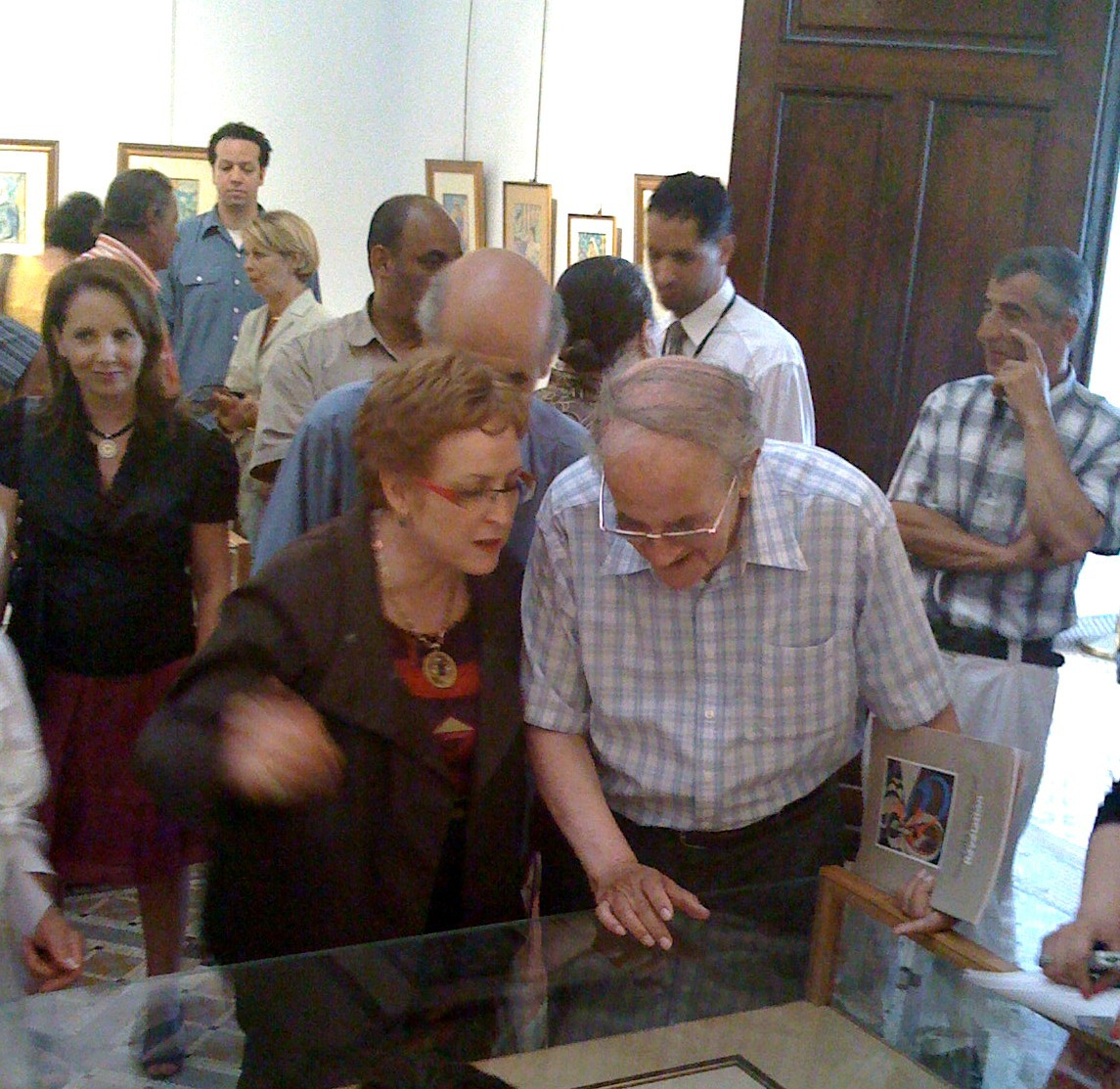
Khalida Toumi nel 2009

Nel 2002 è diventata Ministro della Comunicazione e della Cultura, e quindi portavoce del governo di Ali Benflis. Dall'aprile 2004 è ministro della Cultura nel governo di Ahmed Ouyahia. Partecipa in particolare al rilancio del settore editoriale sostenendo il festival del libro di Algeri, ripristinando i teatri regionali e contribuendo a rilanciare la produzione cinematografica. Il suo ministero è però oggetto di critiche, in particolare di collusione con il sistema politico corrotto. Fu anche sotto la sua autorità che il libro "Les Lies de Dieu" di Mohamed Benchicou fu inizialmente bandito; interdizione amministrativa poiché il ministero si era rifiutato di attribuire al romanzo un numero ISBN; ma il ministro ha finito per ritrattare faticosamente a seguito di una campagna stampa internazionale. Ha lasciato il governo nel maggio 2014, sostituita da Nadia Labidi, docente all'Università di Algeri.
Alla fine del 2015 è stata tra i firmatari di una lettera aperta ad Abdelaziz Bouteflika preoccupandosi dello stato del Paese e mettendo in discussione la capacità del capo di Stato di guidare il Paese.

### Arresto
Il 4 novembre 2019, nell'ambito delle proteste del 2019 in Algeria, viene deferita alla Corte Suprema. È accusata di "sperpero di denaro pubblico, abuso d'ufficio e concessione di indebiti vantaggi ad altri". Il giudice istruttore presso la Corte Suprema le ha ordinato la custodia cautelare, ed è stata immediatamente imprigionata nel carcere di El-Harrach. Per il settimanale Marianne, le cause contro questa femminista – come quelle contro la trotskista Louisa Hanoune – costituiscono una manovra del nuovo uomo forte del Paese, il generale Ahmed Gaïd Salah, in modo da accontentare gli ambienti islamo-conservatori in vista delle successive elezioni presidenziali..
Il 5 agosto 2020, la camera d'accusa della Corte Suprema ha confermato, nonostante la partenza di Gaïd Salah e lo svolgimento delle elezioni presidenziali, il proseguimento della detenzione preventiva di Toumi. L'avvocato di Khalida Toumi annuncia che chiederà l'intervento del presidente Abdelmadjid Tebboune.
Il 7 aprile 2022, un giudice specializzato in casi di corruzione economica presso il tribunale di Sidi M'hammed ha condannato Khalida Toumi a sei anni di carcere e una multa di 200.000 dinari. Il 6 luglio 2022, la prima camera penale presso il tribunale di Algeri ha ridotto, in appello, la condanna di Khalida Toumi a quattro anni di reclusione. Il 27 luglio 2022, Khalida Toumi è stata rilasciata dal carcere, dopo aver ottenuto la libertà condizionata.
Il verdetto del processo d'appello viene annullato dalla Suprema Corte e per il Tribunale avvia un nuovo processo d'appello il 25 dicembre 2022. Pertanto, Khalida Toumi è stata condannata l'8 gennaio 2023 a quattro anni di carcere, di cui due anni e mezzo condonati.

## Premi e riconoscimenti
- 1997  - Cittadinanza onoraria del comune di Caltabellotta (Agrigento, Italia)
- 1997 - Premio Internazionale Alexander Langer
- 1998  - Premio per la Libertà
- 1998  - Dottorato honoris causa in diritti umani, Università Cattolica di Lovanio (Belgio)
- 1998  - Premio Pisa Donna
- 1998 - Premio Telamone per Pace
- 1999 -  Premio Città di Ferrara
- 2004 - Premio Libertà
- 2004 - Premio Gamayung